# 鳴門巻き

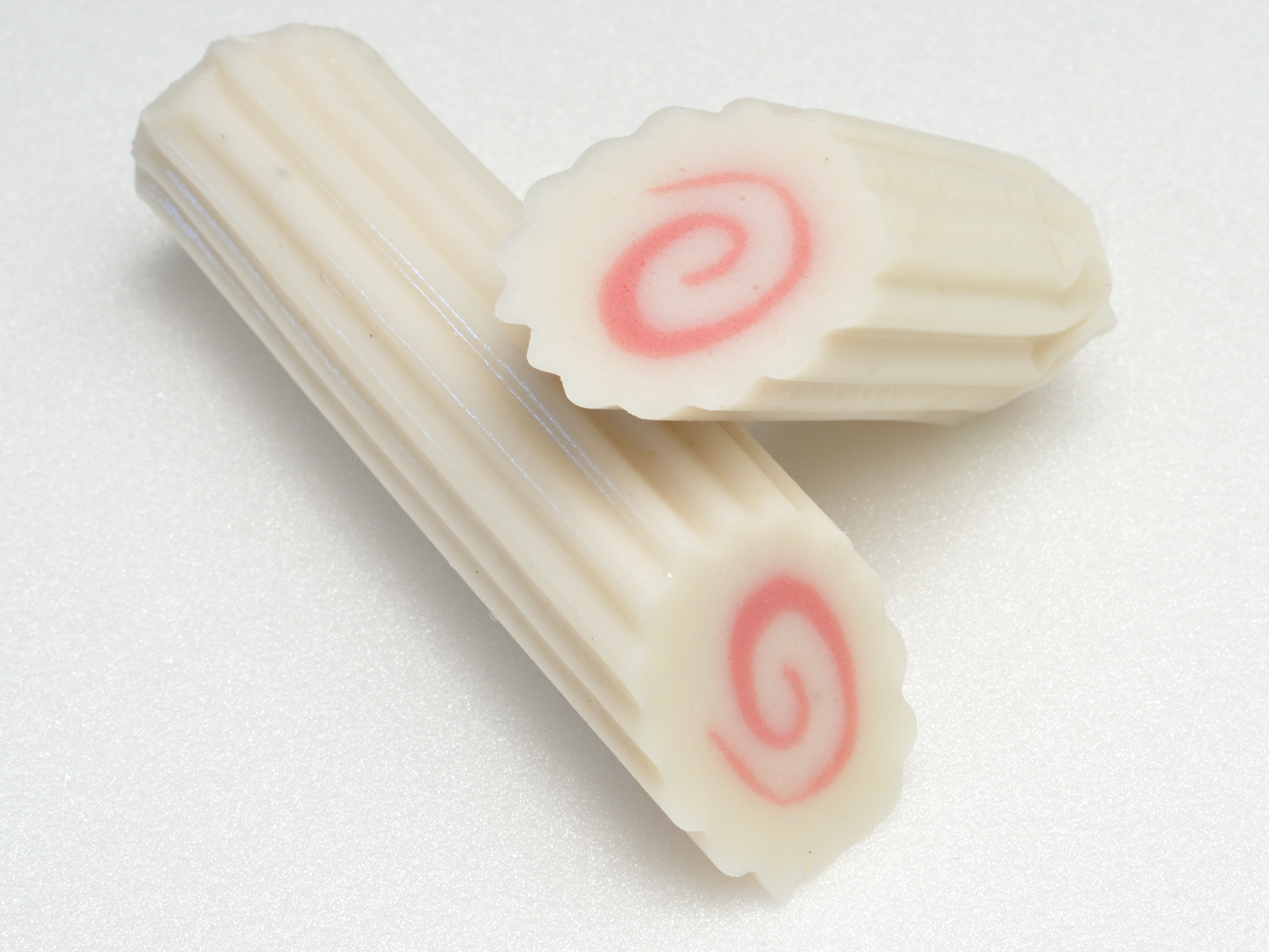
鳴門巻き

鳴門巻き（なるとまき）は、魚肉のすり身を主原料とする断面が渦巻模様の蒲鉾の一種。略称は「なると」。
鳴門の渦潮にちなんで名付けられたといわれている。

## 起源
その由来は定かではないが、江戸時代後期の「五色巻」の赤巻だけが独立して残ったものという説もある。

## 特徴

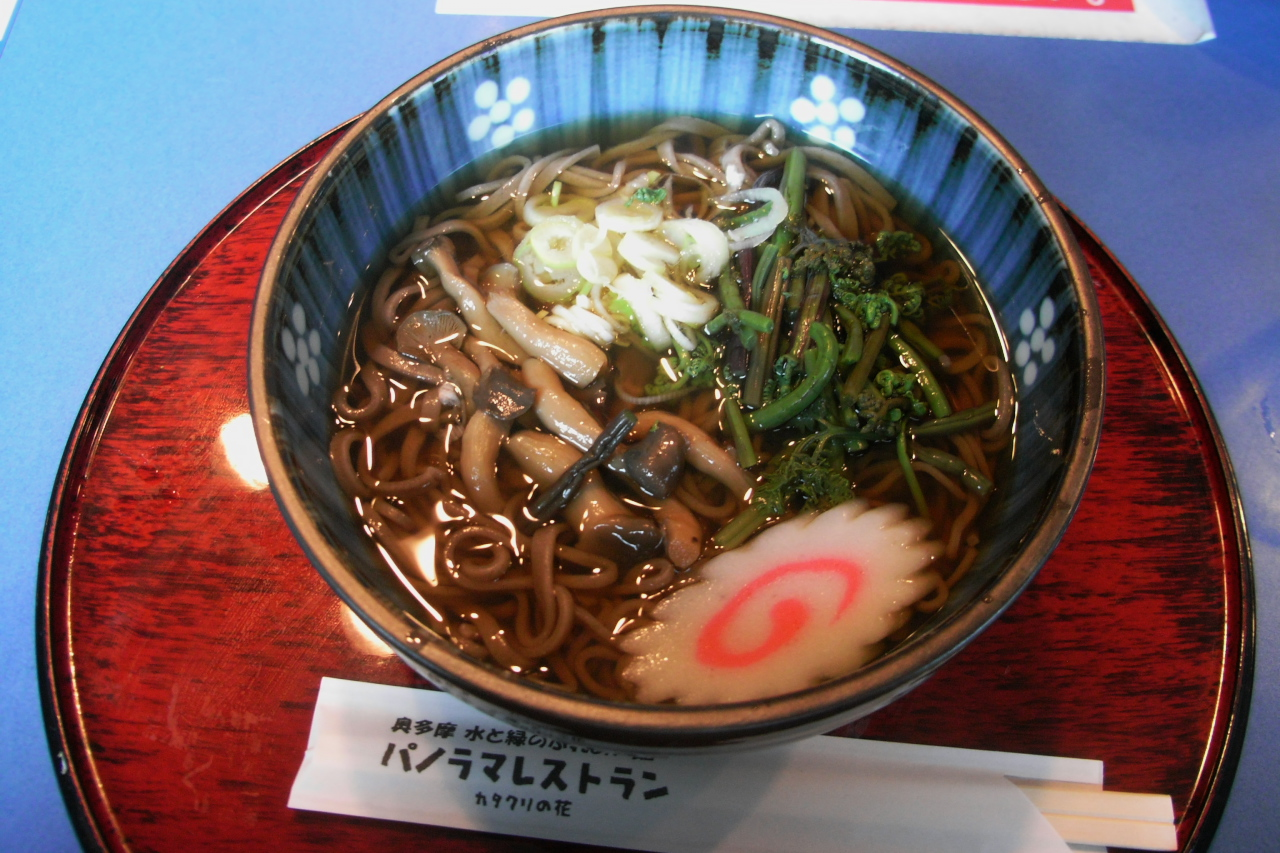
薄く輪切りにされそばに添えられた鳴門巻き

白色と、食用色素で赤く（実際は淡いピンクのことが多い）着色した二色のすり身を用いて作られた細長い円筒形の魚肉練り製品である。通常は薄く輪切りにして食される。

### 形
周りが巻き簾で押したようにギザギザになっているものが多い。元々は麦藁の簾巻き状で販売され、使用時に麦藁を取り除き、輪切りにすると歯車様になるものであったが、現在では専用の機械によって整形された大量生産品がほとんどである。

### 味
一般的なかまぼこに比べてつなぎが多めであるため、魚肉の風味は少なく、やや粉っぽい食味である。このためそのまま単体で食されることはほとんどなく、もっぱら付け合せや調理の素材として用いられる。

### 模様

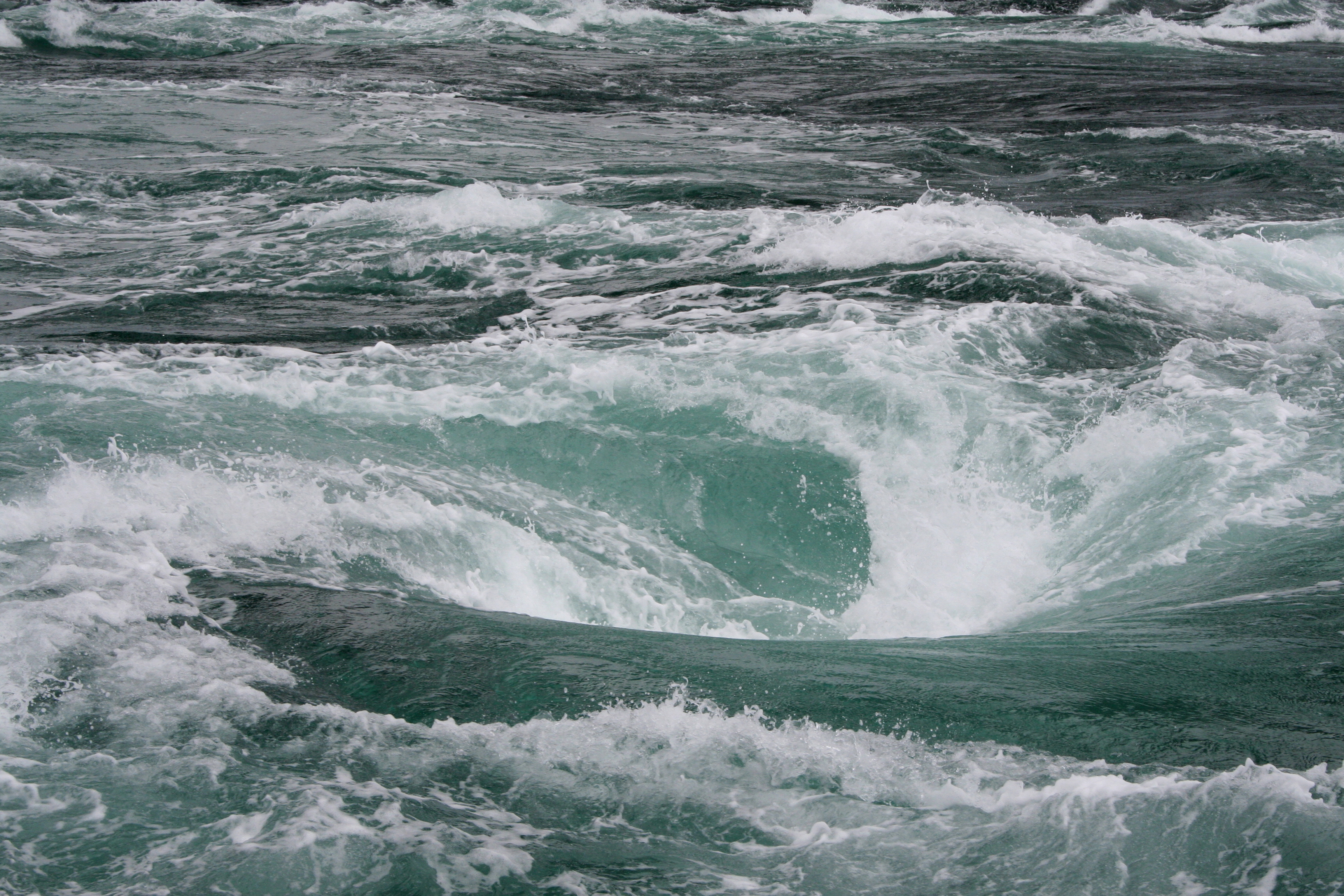
鳴門の渦潮

小口に渦巻き模様が見られるのが特徴で、鳴門巻きの鳴門巻きたる所以である。薄切りにして使われることが多く、「のし」の縁起を担いでか、渦巻の部分が「の」の字に見える面が表とされる（ただし、実際の鳴門の渦潮では、「の」の字の逆を描く事が多い）。
全国的には周囲が白いものが主流だが、九州地方など一部の地域では周囲が赤いものも存在する（「千代巻」という）。元々は二色の練り物を重ねて巻いたであろうことから想像すると、こちらの方がより本来の姿に近いと考えられ、富山県の特産である赤巻などにその原型を見ることができる。
北海道や東北では、外側の赤と緑色の渦巻きという三色使いのものも見られる。
ハワイなど海外で売られているなると巻きも周囲が赤く、鮮やかな紅色が使われている。これは明治・大正期の移民が伝えた当時の姿が継承されているためと推測される。
竹炭を使用した黒いものも存在する。

### ギャラリー

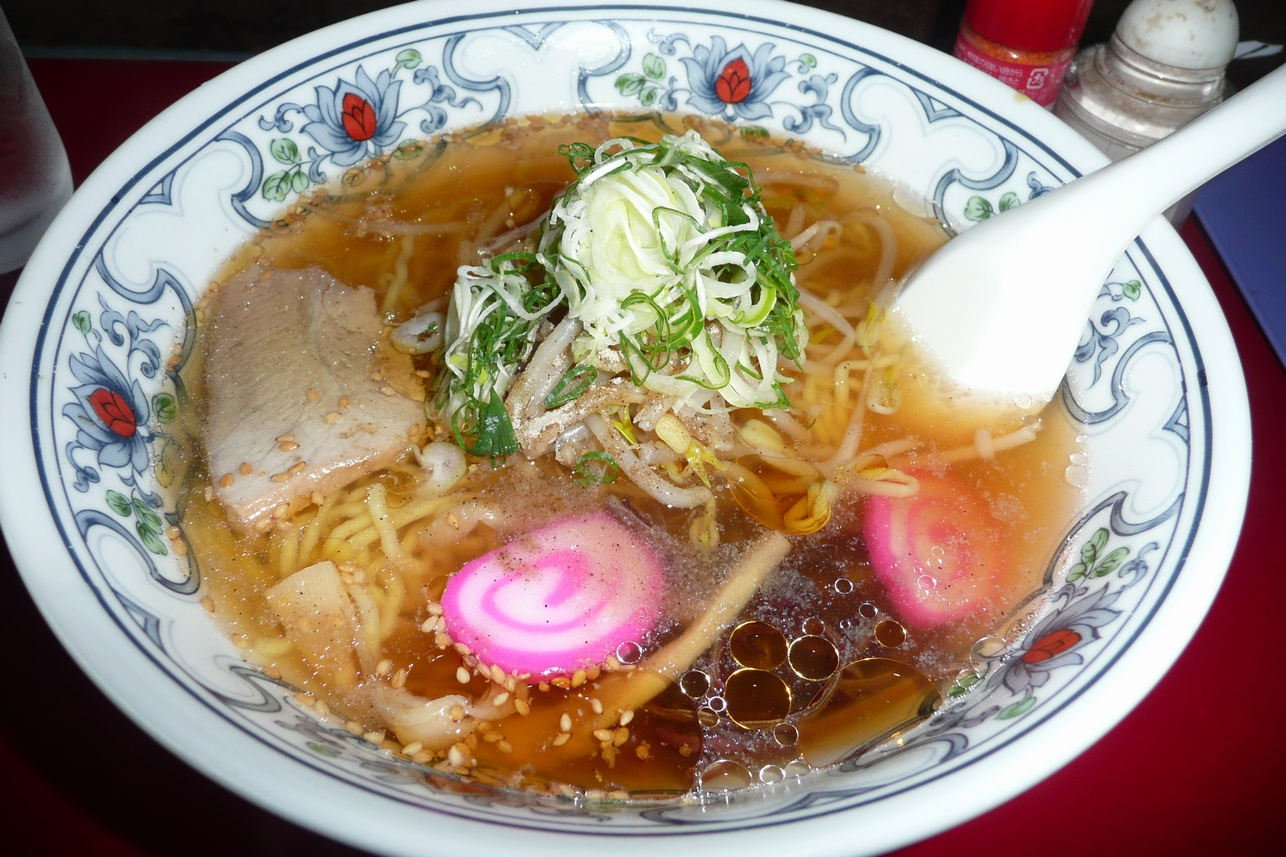
周囲の赤いもの
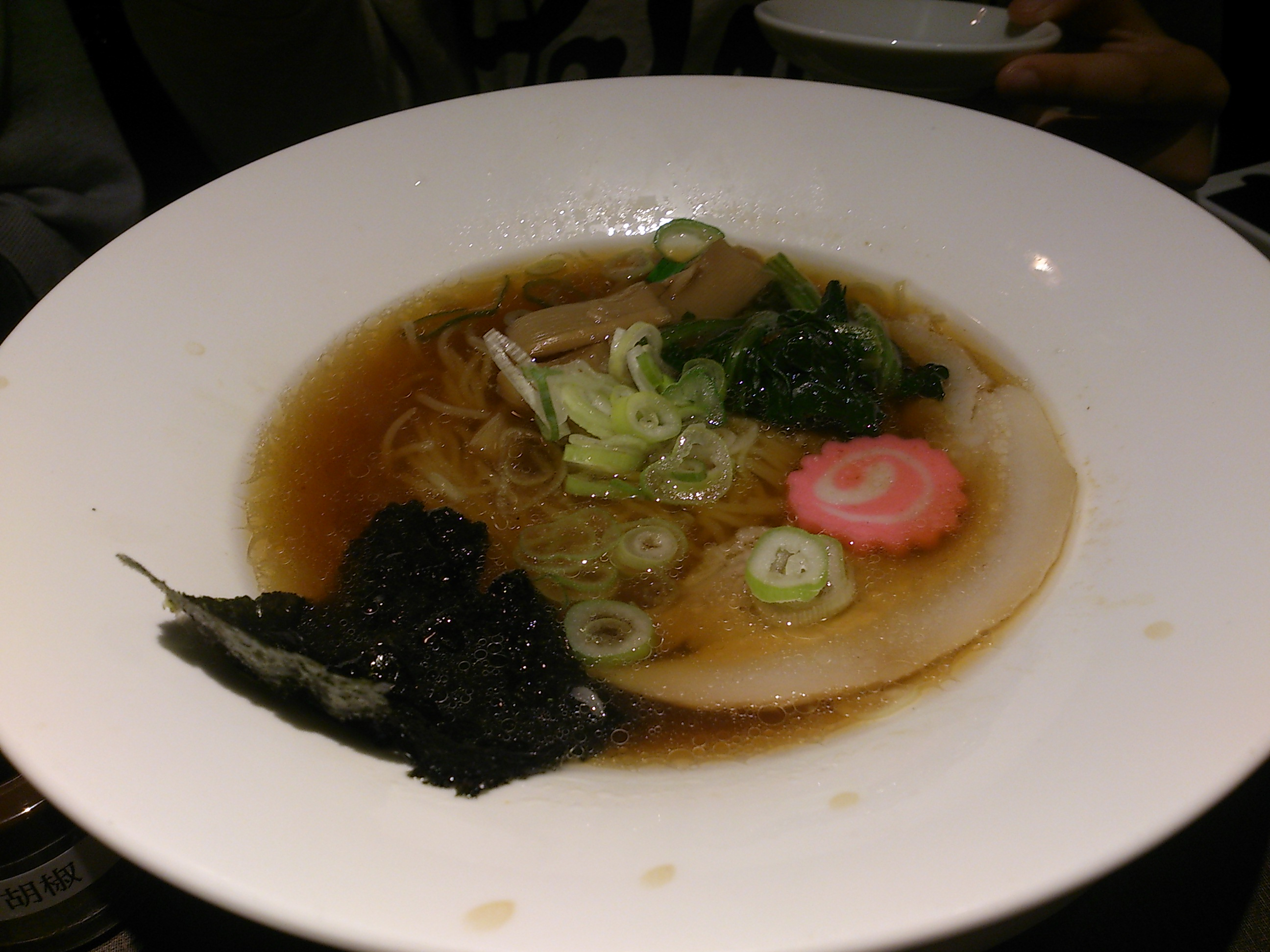
紅白を反転させたもの
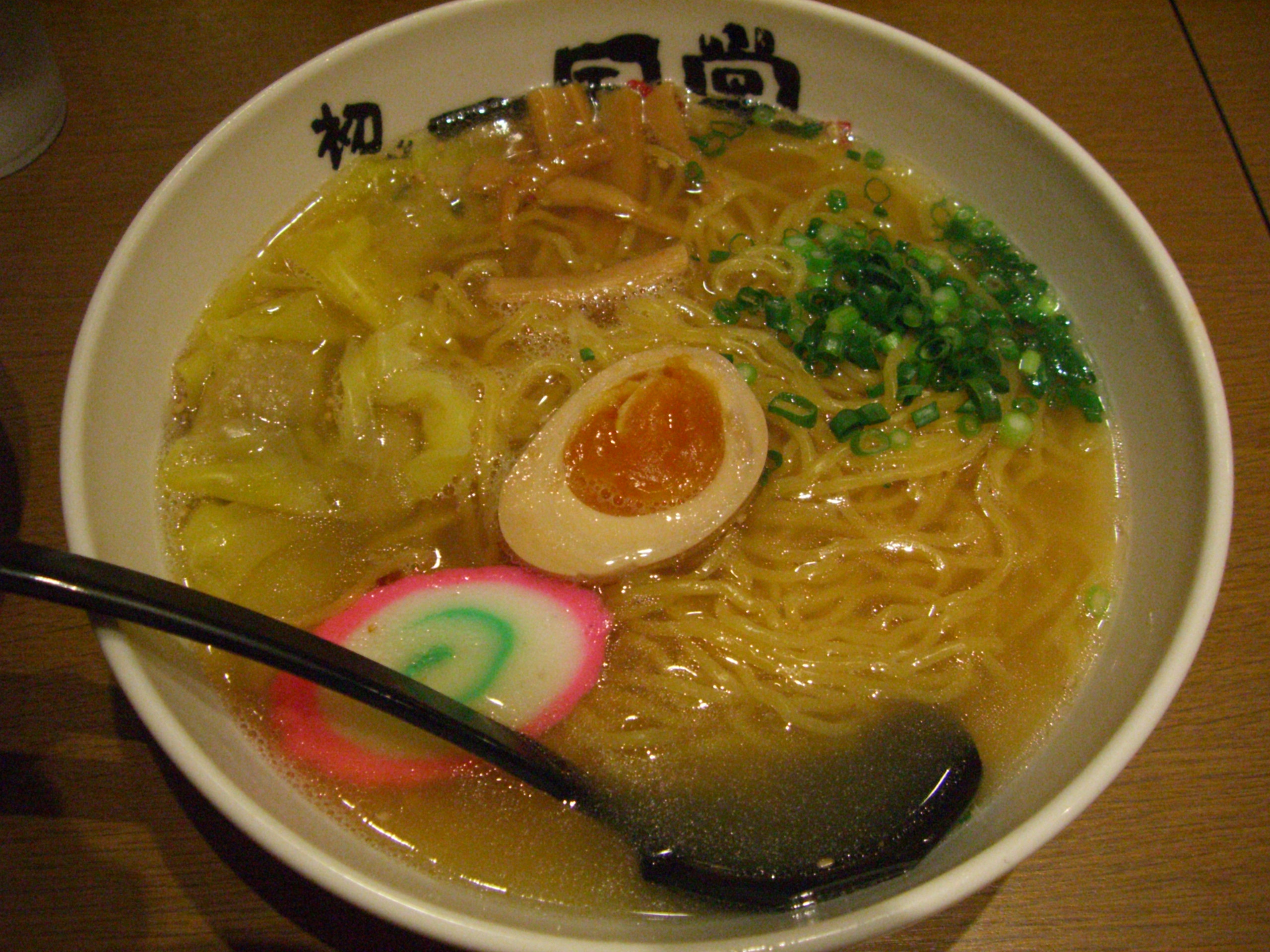
三色使いのもの
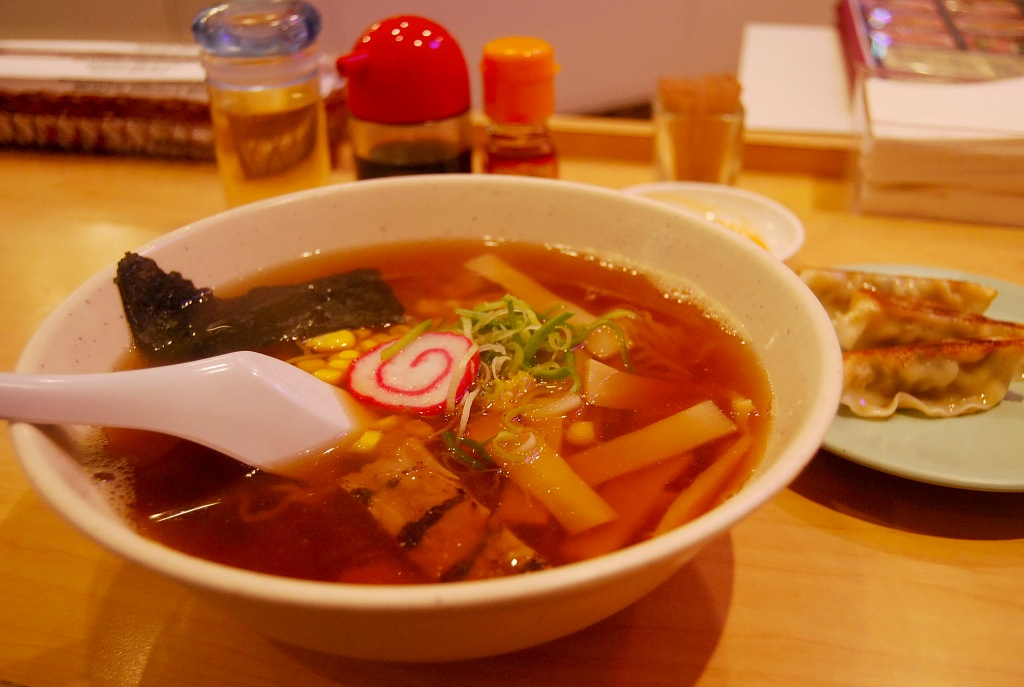
ハワイの鳴門巻き

## 生産
静岡県焼津市で消費量の9割を生産している。

## 利用
主として日本風の中華料理店において、ラーメン、冷やし中華などのトッピング、炒飯や中華丼の具材などとして使用される。特に東京ラーメンには欠かせない存在だが、2000年代には旧態然とした印象を避けるためといった理由により使用が減ったこともあった。地域によってはおでんや煮物などにも使われることがある。

## なると大使
タレントの石原良純が「なると大使」を務めている。